# Peter Bartholin
Peder Bertelsen Kierulf, anche noto come Peter Bartholin, latinizzato come Petrus Bartholinus e italianizzato come Pietro Bartolino (1586 – 1642), è stato un astronomo danese.

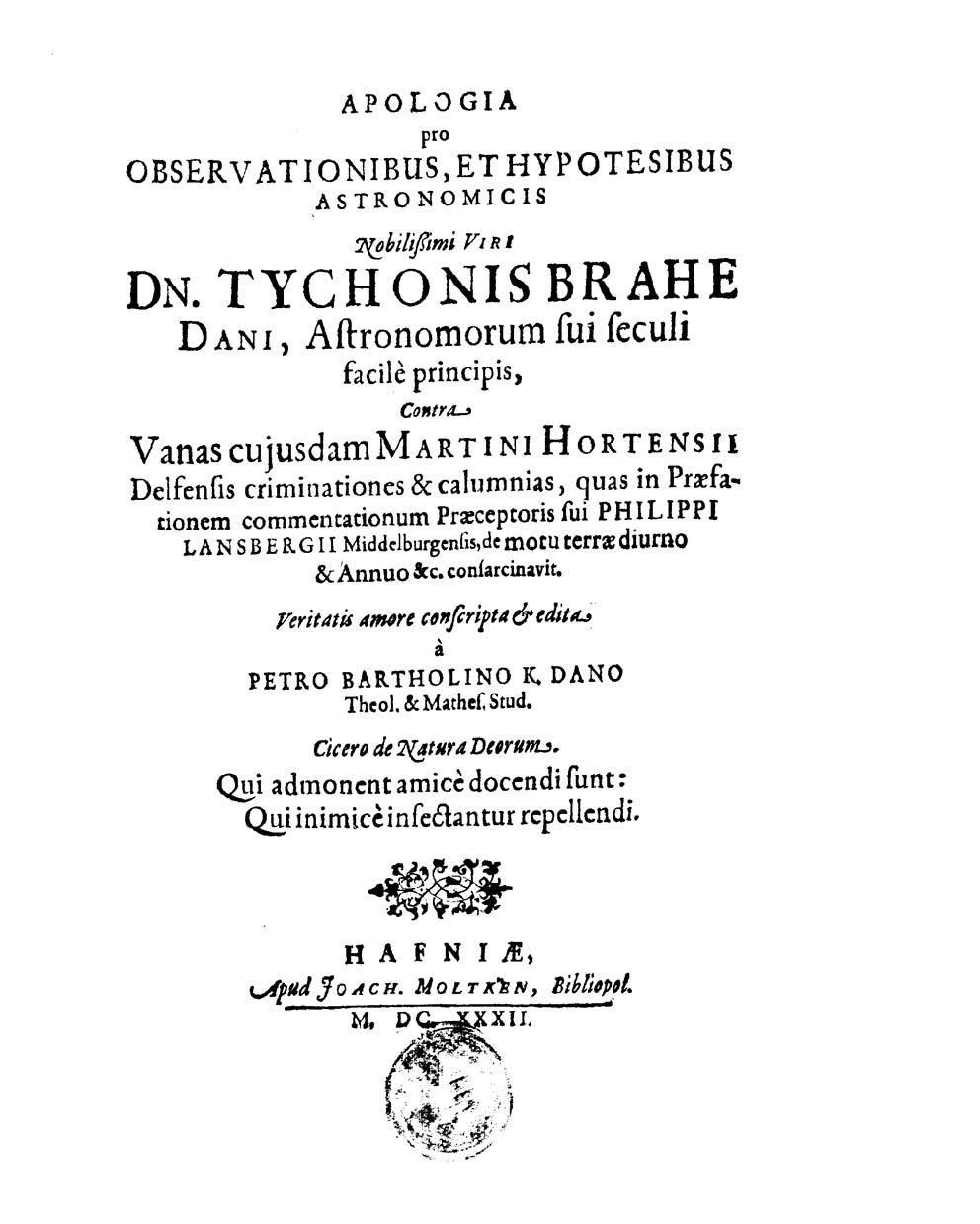
Apologia pro observationibus, 1632

Fu commentatore di Tycho Brahe, che difese contro le osservazioni di Hortensius nella sua opera Apologia pro observationibus, et hypotesibus astronomicis..., pubblicato a Copenaghen nel 1632 e ripubblicato a Londra nel 1696.

## Opere
- (LA) Apologia pro observationibus, et hypotesibus astronomicis nobilissimi viri Dn. Tychonis Brahedani, Hafniae, Joachim Moltken, 1632.